# بشت تنغ (نجف أباد)
بشت تنغ (بالفارسية: پشت تنگ) هي قرية تقع في إيران في Najafabad Rural District. يقدر عدد سكانها بـ 100 نسمة بحسب إحصاء 2016.